# Clemente Padín
Clemente Padín (Lascano, Rocha, 8 de octubre de 1939) es un poeta, performer, artista y diseñador gráfico uruguayo siendo referente en las corrientes artísticas poesía concreta y arte correo.

## Biografía
Se recibió de la carrera Letras Hispánicas en la Facultad de Humanidades y Ciencias de la Educación de la Universidad de la República en  Uruguay.
Se opuso a la dictadura uruguaya (1973-1984) por lo que pasó 2 años en la cárcel por el delito de Escarnio y Vilipendio a la Moral de las Fuerzas Armadas hasta el final de la misma bajo el régimen de  “libertad vigilada”.
Dirigió las publicaciones Los huevos del Plata (1965-1969), OVUM 10 y OVUM (1969-1975), Participación (1984-1986) y Correo del Sur (2000). Colaboró con la revista Escáner Cultural: Revista Virtual de Arte Contemporáneo y Nuevas Tendencias.
Ha publicado en revistas y publicaciones internacionales. Ha sido traducido a muchos idiomas, entre ellos, inglés, portugués, francés, italiano, húngaro, holandés, alemán y ruso.
Participó en más de 200 exposiciones colectivas y más de 1.200 exposiciones de Arte Correo en todo el mundo.
Ha expuesto individualmente en Estados Unidos, Italia, Corea del Sur, Argentina, Uruguay, Alemania, México, España, Canadá, República Dominicana, Perú, Brasil, Bélgica y Japón. Entre otras distinciones fue invitado a la XVI Bienal de San Pablo (1981) y a las Bienales de La Habana (1984 y 2000), Cuenca, Ecuador (2002) y la 2.ª Bienal de Arte en Tesalónica, Grecia, (2009). Becado por la Academia de Artes y Letras de Alemania (1984). Ha dictado seminarios sobre poesía experimental, performance y arte correo en todo el mundo. Fue docente en el IUNA de la URBA, Buenos Aires, Argentina, en el posgrado “Lenguajes Artísticos Combinados”. Desde la performance "La Poesía Debe Ser Hecha por Todos", Montevideo, 1970, ha realizado cientos de ellas y es autor de 25 libros y centenares de notas y artículos. Ha realizado más de 20 exposiciones individuales y más de 500 en forma colectiva en todo el mundo. Ha sido distinguido con el Premio Pedro Figari a la trayectoria artística en su país, Uruguay, 2005. Su archivo se encuentra en el Archivo General de la UDELAR, Montevideo, Uruguay. En 1997 Guy Bleus organizó una exposición individual con obras de arte correo de Padin en el Centro Provincial de Artes Visuales de Hasselt (Bélgica).

## Premios y reconocimientos
- Premio de Honor Bernarnd Heidsiek por el Centre George Pompidou, París, Francia, (2019)[8]
- Premio 400 AÑOS de la Universidad Nacional de Córdoba, Argentina, (2015)[9]
- Bienal de Arte en Tesalónica, Grecia, (2009)
- Premio Pedro Figari del Banco Central del Uruguay (2005)
- Bienal de Cuenca, Ecuador (2002)
- Bienal de La Habana (2000)
- XVI Bienal de San Pablo (1981)
- Bienales de La Habana (1984)

## Obras
Ha publicado artículos en revistas de arte y reseñas sobre arte y performance.
Autor de 25 libros publicados en Francia, Alemania, Holanda, Italia, España, Venezuela, Estados Unidos y Uruguay. 
Entre ellos: 
- Los Horizontes Abiertos, dos ediciones, 1969 y 1989, Uruguay
- Visual Poems, 4 ediciones incluyendo Xexoxial Ed., Wisconsin, USA e Internet, 1969
- Ángulos, Ed. Amodulo, Milán, Italia, 1972
- De la Representation a l´Action, 3 ediciones, Doc(k)s Ed., Marsella, Francia, 1975, Ed. Al Margen, La Plata, BA, Argentina, 2010 y Les Presses du réel/al dante, París, Francia
- Omaggio a Beuys, IAC Ed., Oldenburg, RFA, 1975-76
- Peace = Bread, Fluxshoe Ed., New York, USA, 1986
- Action-Works, 3 ediciones, 1983-88-92
- Art & People, Light and Dust, Wisconsin, U.S.A.,1996
- Poesía Experimental, Factoría Merz Mail, Barcelona, España, 1999
- La Poesía Experimental Latinoamericana, 1950 - 2000, Inf. Y Prod. S.L., Madrid, España, 1999
- PAZ/PAN, poema interactivo, CD Rom, Montevideo, Uruguay, 2001
- Poems to Eye, The Runaway Spoon Press, Florida, USA, 2002
- SpamsTrashes, CD Rom, Montevideo, Uruguay, 2002
- Visual Poems, Ed. Visual World Poetry, San Peterburgo, Rusia, 2002
- La Poesía es la Poesía, Ed. Imaginarias, Montevideo, Uruguay, 2003
- Poemas Visuales, Edit. VOX, Bahía Blanca, Argentina, 2005 (libro-objeto)
- Clemente Padín, la práctica como crítica, Premio Pedro Figari, Montevideo, Uruguay, 2005
- Homage to Square, Redfoxpress, Dugort, Achill Island, County Mayo, Irlanda, 2008
- 40 Años de Performance e Intervenciones Urbanas, Edit. Yauguru, Montevideo, Uruguay, 2009
- Poemas Visuales Semánticos, Ed. Babilonia, Navarrés, España, 2011.
- Poseías Completas, México DF, México, 2015
- Poemas Visuales Asemánticos, Babilonia, Navarrés, España, 2015
- For the Lascano Wetlands, Redfoxpress, Dugort, Achill Island, County Mayo, Irlanda, 2018
- Rotación poética de una a, Ed. Gravuras do Brasil, Sao Paulo, Brasil, 2018
- Vanguardia Poética Latinoamericana y otros ensayos, Ed. Colectivo Editorial Sur/l,  Buenos Aires, Argentina, 2018.
- Soplen Rabiosamente Autorreflexivos, Ed. POSTYPOGRAPHIKA, Buenos Aires, Argentina, 2019[11]
- Poesías completas (2014).[12]